# Вдавання (телесеріал)
«Удавання» (англ. The Act, варіанти перекладу: «Акт», «Дія», Гра) — американський кримінальний мінісеріал із восьми епізодів, заснованих на реальних подіях. Одним із творців та виконавчим продюсером серіалу став Нік Антоска. Прем'єра відбулася на телеканалі Hulu 20 березня 2019 року. Головні ролі: Патриція Аркетт, Джої Кінг, АннаСофія Робб, Хлоя Севіньї, Келам Ворті.

## Сюжет
Сюжет першого сезону заснований на статті журналістки Мішель Дін 2016 року «Ді-Ді хотіла, аби її донька захворіла, а Джипсі хотіла, щоб її матір убили». Головна героїня — Джипсі Бланшар намагається розірвати токсичні відношення з матір'ю Ді-Ді, яка занадто опікає свою доньку. Борючись за свою свободу, Джипсі дізнається страшні секрети й один із них стає приводом для вбивства…

## У ролях
| Актор            | Роль                             |
| ---------------- | -------------------------------- |
| Патриція Аркетт  | Діді Бланчард                    |
| Джої Кінг        | Джипсі-Роуз Бланшар, донька Діді |
| АннаСофія Робб   | Лейсі                            |
| Хлоя Севіньї     | Мел                              |
| Келам Ворті      | Нік Годеджон                     |
| Марго Мартіндейл | Емма Бланчард                    |
| Дін Норріс       | Расс                             |
| Джульєтт Льюїс   | Стефані Годеджон                 |

## Знімання
Основна частина зйомок проходила з жовтня 2018 по лютий 2019 в окрузі Еффінгем, штат Джорджія.

## Нагороди та номінації
Кінопремія «Золотий глобус» (77-ма церемонія).
- Найкраща жіноча роль другого плану серіалу, мінісеріалу або телефільму — Патриція Аркетт —  Перемога.
- Найкраща жіноча роль мінісеріалу або телефільму — Джої Кінг — Номінація.